# ミュンヘン日本人国際学校
ミュンヘン日本人国際学校（ミュンヘンにほんじんこくさいがっこう、独: Japanische Internationale Schule München, 略称：JISM）とはドイツ・ミュンヘンのゼンドリング地区にある小中一貫の日本人学校である。
ミュンヘン日本人会及び現地駐在の日本企業の代理人がJISMを開校させた。1994年4月にKistlerhofstraßeにあった体育館を改装した建物に開校。開校時に在籍していた生徒数は20人程であった。7年後の2001年には120人ほどの生徒が在籍していた。この年には 4,100平方メートル (44,000 sq ft)の広さを誇る4階建てのコンクリートで作られた新校舎がBleyerstraße沿いの土地に開校した。建設費用は1450万マルクだった。
入学するには児童が日本語の知識があることは必須である。またドイツの祝日にはJISMは休校となる。
また、ミュンヘン日本語補習授業校が普段クラスを開いているMathilde-Eller校が使えない場合はJISM内でクラスを開く場合がある。